# Бои за Макаров (2022)
Бои за Макаров Киевской области начались после вторжения России на Украину. 1 апреля 2022 года территория всей Макаровской общины была освобождена от российских военных.
8 апреля 2022 года поселковый председатель Вадим Токарь сообщил, что по предварительным подсчётам, 40% села Макаров было уничтожено.

## Течение событий
27 февраля 2022 года зафиксирована техника ВС РФ, которая была намерена прорваться в Киев.
2 марта 14-я отдельная механизированная бригада имени князя Романа Великого и 95-я отдельная десантно-штурмовая бригада освободили село и закрепились в нём.

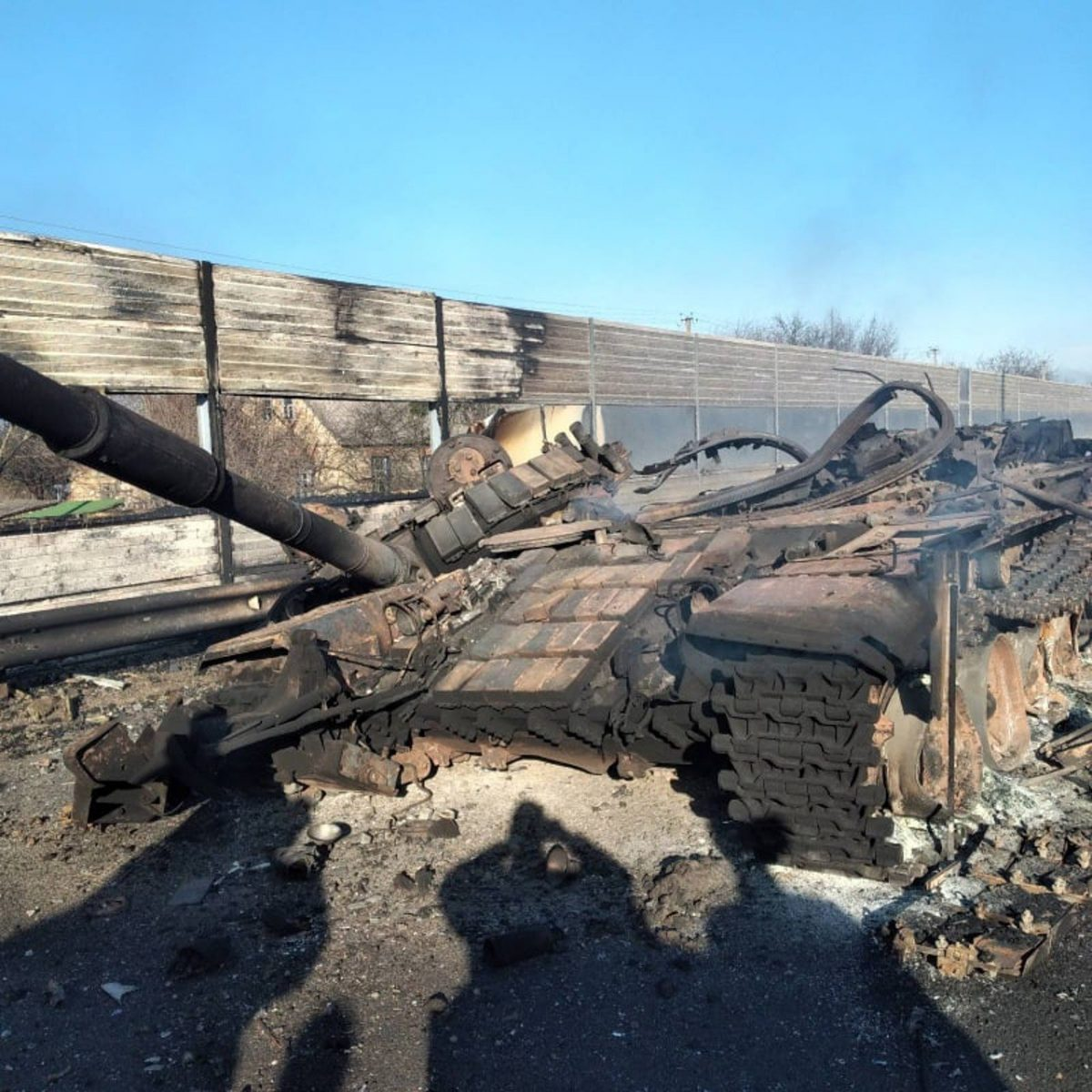
Сгоревший российский танк Т-72, подбитый танкистами 14-й отдельной механизированной бригады имени князя Романа Великого в боях за село Макаров Киевской области

8 марта 2022 года в бою за освобождение Макарова участвовали три танковых экипажа 14-й отдельной механизированной бригады. С первого выстрела танкистам под командованием Сергея Васича удалось подбить главную машину, остальные два танка поддержали огнем. Одна за другой вражеская бронетехника загоралась от метких выстрелов украинских танкистов. Российские солдаты начали разбегаться, впоследствии они обнаружили позицию украинских танкистов, вызвали артиллерию. Украинские танкисты продолжали уничтожать противника. Танк старшего сержанта Васича вошёл противнику во фланг, и начал вести огонь осколочно-фугасными снарядами, выкуривая пехоту. Итого три украинских танковых экипажа в бою уничтожили шесть единиц российской техники и значительное количество живой силы ВС РФ. Так, россияне были отброшены, и в конце концов во время контрнаступления украинские войска окончательно освободили от российских военных важный населенный пункт Киевщины — посёлок городского типа Макаров. Однако во время боёв российская противотанковая управляемая ракета попала в украинский танк Т-64БВ: в итоге у него сдетонировал боекомплект и сорвало башню. Экипаж в составе командира старшего сержанта Сергей Васича, солдата Олега Свинчука и старшего солдата Виталия Пархомука погиб в бою.
25 марта 2022 года заместитель начальника штаба Командования Сухопутных войск ВСУ Александр Грузевич на брифинге сообщил, что Макаров в Киевской области в «серой зоне», никакие войска его не контролируют, но он расположен в зоне поражения российской артиллерии. .
28 марта во время контрнаступления ВСУ был освобождён Мотыжин Макаровской общины. Российские войска начали в спешке покидать свои позиции, и уже 1 апреля 2022 года вся территория Макаровской общины находилась под контролем Вооруженных сил Украины.

### Погибшие
- Артеменко Владимир Яковлевич (1969–2022) — прапорщик Вооружённых сил Украины, участник российско-украинской войны.
- Снитко Сергей Витальевич (1973-2022) — сержант Вооружённых сил Украины, участник российско-украинской войны.
- Сурин Александр Иванович (1982-2022) — младший сержант Вооружённых сил Украины, участник российско-украинской войны.
- Шатило Александр Анатольевич (1984-2022) — солдат Вооружённых сил Украины, участник российско-украинской войны.